# 1920年毛泽东寓所旧址

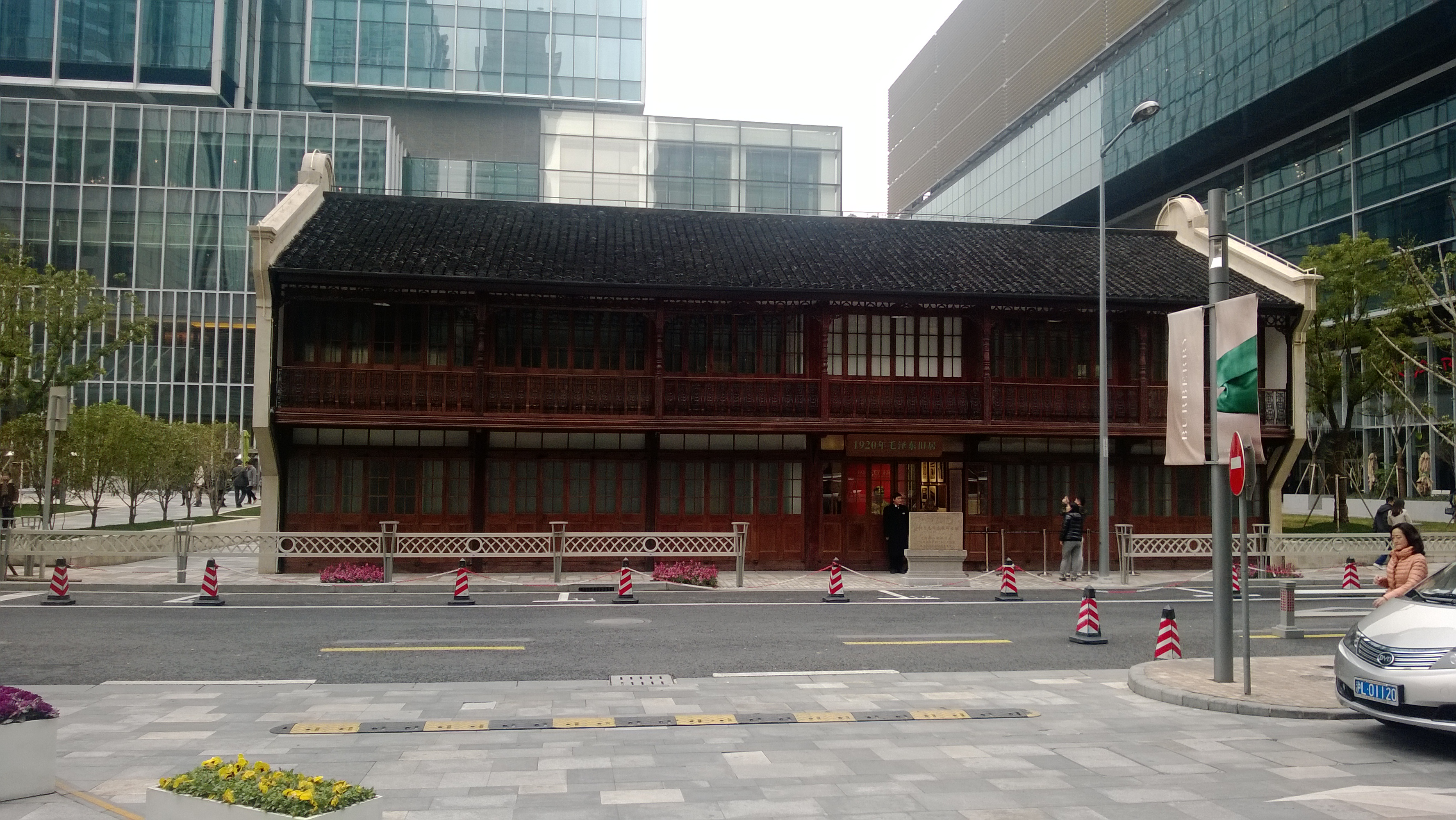

1920年毛泽东寓所旧址是中国上海市的一处名人故居，位于静安区南京西路街道安义路63号，是一幢沿街两层楼房，紧靠静安嘉里中心。

## 历史
此处是1920年5月5日至7月初，毛泽东在上海期间的住所。在此期间，毛泽东除了参加新民学会半淞园会议，欢送湖南青年赴法国勤工俭学外，还多次前往法租界霞飞路(今淮海中路)老渔阳里2号，拜访陈独秀，确定对马克思主义的信仰。
1959年5月和1977年12月，这里被公布为上海市文物保护单位。其所在街区已经改造为高层建筑，仅存此两层小楼。